# Ora Shamaliyah
Ora Shamaliyah (tiếng Ả Rập: عرى الشمالية) là một ngôi làng Syria nằm ở Idlib Nahiyah ở huyện Idlib, Idlib. Theo Cục Thống kê Trung ương Syria (CBS), Ora Shamaliyah có dân số 1157 trong cuộc điều tra dân số năm 2004.